# 古池や蛙飛びこむ水の音

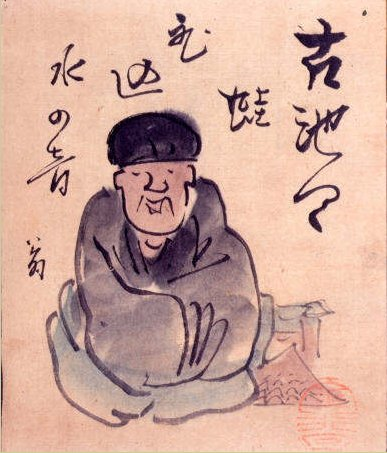
横井金谷による芭蕉の肖像とともに

「古池や蛙飛びこむ水の音」（ふるいけやかわづとびこむみずのおと）は、松尾芭蕉の発句。芭蕉が蕉風俳諧を確立した句とされており、芭蕉の作品中でもっとも知られているだけでなく、すでに江戸時代から俳句の代名詞として広く知られていた句である。
季語は蛙（春）。古い池に蛙が飛び込む音が聞こえてきた、という単純な景を詠んだ句であり、一見平凡な事物に情趣を見出すことによって、和歌や連歌、またそれまでの俳諧の型にはまった情趣から一線を画したものである。芭蕉が一時傾倒していた禅の影響もうかがえるが、あまりに広く知られた句であるため、後述するように深遠な解釈や伝説も生んだ。

## 成立
初出は1686年（貞享3年）閏3月刊行の『蛙合』（かわずあわせ）であり、ついで同年8月に芭蕉七部集の一『春の日』に収録された。『蛙合』の編者は芭蕉の門人の仙化で、蛙を題材にした句合（くあわせ。左右に分かれて句の優劣を競うもの）二十四番に出された40の句に追加の一句を入れて編まれており、芭蕉の「古池や」はこの中で最高の位置（一番の左）を占めている。このときの句合は合議による衆議判制で行われ、仙化を中心に参加者の共同作業で判詞が行われたようである。一般に発表を期した俳句作品は成立後日をおかず俳諧撰集に収録されると考えられるため、成立年は貞享3年と見るのが定説である。なお同年正3月下旬に、井原西鶴門の西吟によって編まれた『庵桜』に「古池や蛙飛ンだる水の音」の形で芭蕉の句が出ており、これが初案の形であると思われる。「飛ンだる」は談林風の軽快な文体であり、談林派の理解を得られやすい形である。
『蛙合』巻末の仙花の言葉によれば、この句合は深川芭蕉庵で行われたものであり、「古池や」の句がそのときに作られたものなのか、それともこの句がきっかけとなって句合がおこなわれたのか不明な点もあるが、いずれにしろこの前後にまず仲間内の評判をとったと考えられる。「古池」はおそらくもとは門人の杉風が川魚を放して生簀としていた芭蕉庵の傍の池であろう。1700年（元禄13年）の『暁山集』（芳山編）のように「山吹や蛙飛び込む水の音」の形で伝えている書もあるが、「山吹や」と置いたのは門人の其角である。芭蕉ははじめ「蛙飛び込む水の音」を提示して上五を門人たちに考えさせておき、其角が「山吹や」と置いたのを受けて「古池や」と定めた。芭蕉は和歌的な伝統をもつ「山吹という五文字は、風流にしてはなやかなれど、古池といふ五文字は質素にして實（まこと）也。山吹のうれしき五文字を捨てて唯古池となし給へる心こそあさからぬ」とした。「蛙飛ンだる」のような俳意の強調を退け、自然の閑寂を見出したところにこの句が成立したのである。
なお、和歌や連歌の歴史においてはそれまで蛙を詠んだものは極めて少なく、詠まれる場合にもその鳴き声に着目するのが常であった。俳諧においては飛ぶことに着目した例はあるが、飛び込んだ蛙、ならびに飛び込む音に着目したのはそれ以前に例のない芭蕉の発明である。

## 受容

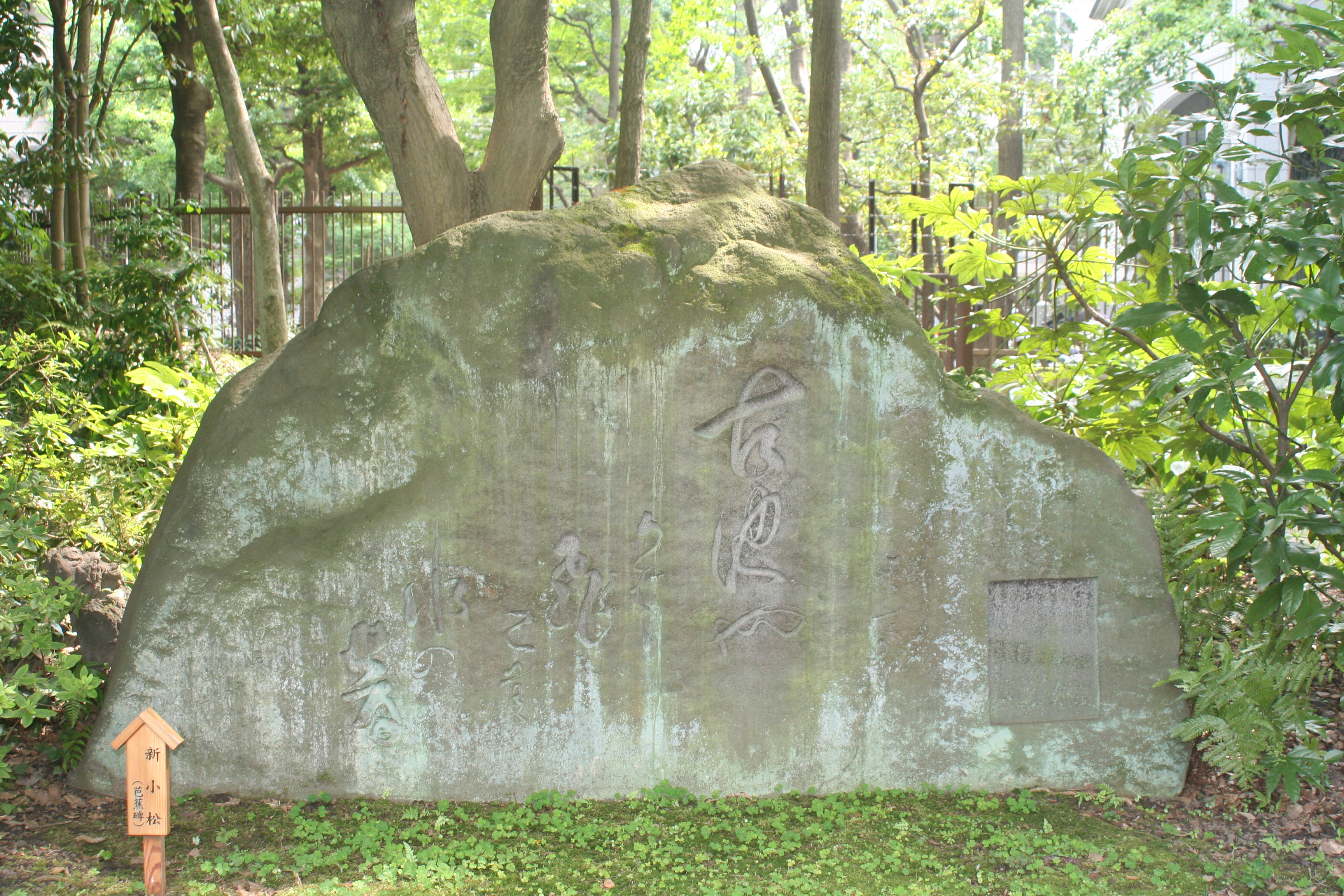
清澄庭園にある「古池や」の句碑。同句にはほかにも全国に多数の句碑がある。

この句が有名になったのは、芭蕉自身が不易流行の句として自負していたということもあるが、芭蕉の業績を伝えるのにことあるごとにこの句を称揚した門人支考によるところが大きい。支考は1719年（享保4年）に著した『俳諧十論』のなかでこの句を「情は全くなきに似たれども、さびしき風情をその中に含める風雅の余情とは此（この）いひ也」として、句の中に余情としての「さびしさ」を見ており、この見方が一般的な見方として現代まで継承されていると思われる。ただし芭蕉の同時代には必ずしも他の俳人の理解が得られていたわけではなく、例えば前述の『暁山集』では「山吹や」を「古池や」に変えると発句にはならないとしている。また禅味のある句風から、『芭蕉翁古池真伝』（春湖著、慶応4年）に見られるように、芭蕉がその禅の師である仏頂を訪れて禅問答を行い、そこで句想を得た、というような伝説も流布した。
俳句の近代化を推進した正岡子規は、「古池の句の弁」（『ホトトギス』1898年10月号）においてこの種の神秘化をはっきりと否定し、「古池や」の句の再評価を行っている。この文章は「古池や」の句がなぜこうまで広く人々に知られるようになったのかと質問した客人に対して、主人がその説明をする、という態で書かれており、俳句の歴史をひもときながら、上述したように「蛙が水に飛び込む」というありふれた事象に妙味を見いだすことによって俳諧の歴史に一線を画したのだということを明確にしている。また子規はこの句の重要性はあくまで俳句の歴史を切りひらいたところにあり、この句が芭蕉第一の佳句というわけではないということも記している。
山本健吉は『芭蕉 ―その鑑賞と批評』（1957年）において、上五を「山吹や」とした場合には視覚的なイメージを並列する取り合わせの句となるのに対し、「古池や」は直感的把握、ないし聴覚的想像力を働かせたものであり、「蛙飛びこむ」以下とより意識の深層において結びつき意味を重層化させているのだとしている。そしてこの句が「笑いを本願とする俳諧師たちの心の盲点」を的確についたものであり、芭蕉にとってよりも人々にとって開眼の意味を持ったのだとし、またわれわれが誰しも幼いころから何らかの機会にこの句を聞かされている現在、「われわれの俳句についての理解は、すべて「古池」の句の理解にはじまると言ってよい」と評している。
大輪靖宏の『なぜ芭蕉は至高の俳人なのか』(2014年）によると、古池は古井戸の用法の如く、忘れ去られた池であり、死の世界であるはずである。「蛙飛び込む水の音」は生の営みであり、動きがある。蛙を出しておきながら、声を出していない。音は優雅の世界ではない。ここでは優雅でなく、わび、さびの世界である。古池という死の世界になりかねないものに、蛙を飛びこませることによって生命を吹き込んだのである。それでこそ、わび、さびが生じた、と述べている。